# Curaçaos kvindefodboldlandshold
Curaçaos kvindefodboldlandshold er det nationale kvindefodboldlandshold på Curaçao som reguleres af Curaçao Football Federation.

## Resultater

### VM
| World Cup Finals | World Cup Finals         | World Cup Finals | World Cup Finals | World Cup Finals | World Cup Finals | World Cup Finals | World Cup Finals | World Cup Finals | World Cup Finals |
| År               | Resultat                 | GP               | W                | D*               | L                | GF               | GA               | GD               |                  |
| ---------------- | ------------------------ | ---------------- | ---------------- | ---------------- | ---------------- | ---------------- | ---------------- | ---------------- | ---------------- |
| 1991             | Deltog ikke              | -                | -                | -                | -                | -                | -                | -                |                  |
| 1995             | Deltog ikke              | -                | -                | -                | -                | -                | -                | -                |                  |
| 1999             | Deltog ikke              | -                | -                | -                | -                | -                | -                | -                |                  |
| 2003             | Deltog ikke              | -                | -                | -                | -                | -                | -                | -                |                  |
| 2007             | Kvalificerede sig ikke** | -                | -                | -                | -                | -                | -                | -                |                  |
| 2011             | Deltog ikke              | -                | -                | -                | -                | -                | -                | -                |                  |
| 2015             | Endnu ikke fastlagt      | -                | -                | -                | -                | -                | -                | -                |                  |
| Total            | 0/6                      | -                | -                | -                | -                | -                | -                | -                |                  |

*Omfatter kampe vundet på straffespark.
**Kvalificeret som  Nederlandske Antiller.

### CONCACAS
| Women's Gold Cup | Women's Gold Cup         | Women's Gold Cup | Women's Gold Cup | Women's Gold Cup | Women's Gold Cup | Women's Gold Cup | Women's Gold Cup | Women's Gold Cup | Women's Gold Cup |
| År               | Resultat                 | GP               | W                | D*               | L                | GF               | GA               | GD               |                  |
| ---------------- | ------------------------ | ---------------- | ---------------- | ---------------- | ---------------- | ---------------- | ---------------- | ---------------- | ---------------- |
| 1991             | Deltog ikke              | -                | -                | -                | -                | -                | -                | -                |                  |
| 1993             | Deltog ikke              | -                | -                | -                | -                | -                | -                | -                |                  |
| 1994             | Deltog ikke              | -                | -                | -                | -                | -                | -                | -                |                  |
| 1998             | Deltog ikke              | -                | -                | -                | -                | -                | -                | -                |                  |
| 2000             | Deltog ikke              | -                | -                | -                | -                | -                | -                | -                |                  |
| 2002             | Deltog ikke              | -                | -                | -                | -                | -                | -                | -                |                  |
| 2006             | Kvalificerede sig ikke** | -                | -                | -                | -                | -                | -                | -                |                  |
| 2010             | Deltog ikke              | -                | -                | -                | -                | -                | -                | -                |                  |
| Total            | 0/8                      | -                | -                | -                | -                | -                | -                | -                |                  |

*Omfatter kampe vundet på straffespark.
**Kvalificeret som  Nederlandske Antiller.